# Antonio Labacco

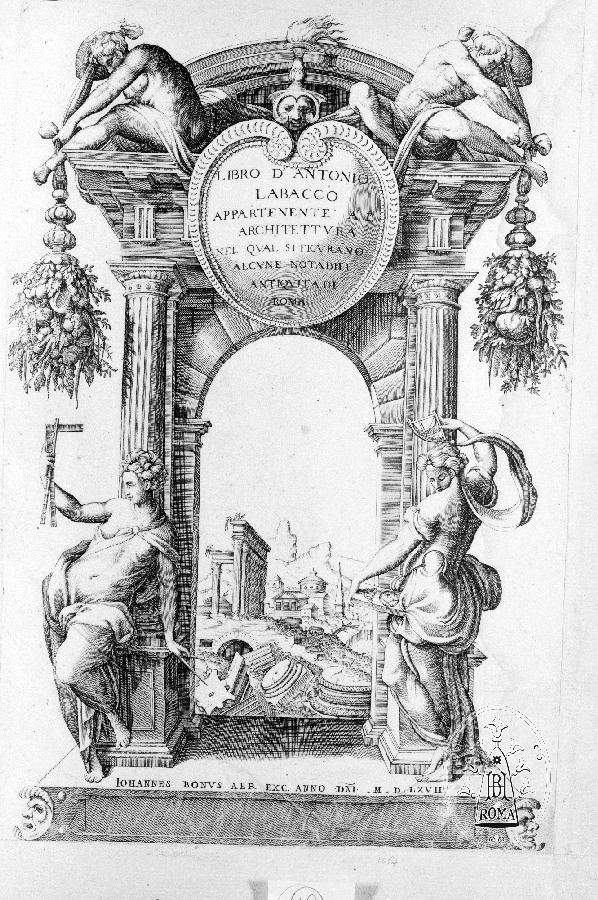
Frontispicio del Libro d'Antonio Labacco appartenente a l'architettura impreso por Johannes Bonus, 1557.

Antonio Labacco (Vercelli, c. 1495-Roma, c. 1570) fue un arquitecto y grabador italiano. 

## Biografía
Se ignora su verdadero nombre pues Labacco, según se deduce del modo como firmó en alguna ocasión (Antonio alias abacho in Roma), es un alias referido al trabajo realizado en sus inicios. Debió de establecerse con su familia en Roma hacia 1507 y comenzó su formación, antes de cumplir los veinte años, con Donato Bramante. Pasó luego a la compañía de Antonio da Sangallo el Joven, a quien Labacco consideró su maestro. Así, declarándose su discípulo («labaccvs eivs discip effector»), firmó los grabados del proyecto de Sangallo para la Basílica de San Pedro del Vaticano, y en el proemio de su Libro appartenente a l'Architettura, cuya primera edición es de 1552, reconocía haber aprendido a diseñar y a reconstruir edificios antiguos con Bramante y Sangallo, de cuyas enseñanzas era fruto el libro.
Labacco trabajó para Sangallo como dibujante en sus proyectos para las iglesias romanas de San Giovanni dei Fiorentini y de Santa María de Montserrat de los Españoles, ambas iniciadas en 1518, y en las fortificaciones de Parma y Piacenza, de las que se había hecho cargo Sangallo en 1526 por mandato del papa Clemente VII. Tras el saco de Roma de 1527 estuvo ocupado en la reparación de edificios pues, según le decía en una carta a Baldassarre Peruzzi, todo lo que se hacía en la construcción era parchear, lo que debió de permitirle completar la formación como carpintero que iba a serle necesaria para ejecutar su obra más conocida: la monumental maqueta en madera a escala 1:29 de la basílica de San Pedro proyectada por su maestro. A la muerte de Rafael en 1520 Sangallo había sido encargado de la dirección de la fábrica de San Pedro. Con ayuda de Peruzzi presentó en 1521 un proyecto para proseguir el trabajo, pero las obras quedaron paralizadas durante el pontificado de Adriano VI y más tarde tras el saco de 1527, no reanudándose los trabajos a gran escala hasta 1534. Confirmado por Paulo III como director de las obras, en 1539 Sangallo presentó un nuevo proyecto, cuyo modelo será el que se encargue construir en madera a Labacco, en lo que estuvo ocupado entre 1540 y 1546, pero la muerte de Sangallo ese mismo año determinó nuevos cambios en el proyecto, severamente criticado por Miguel Ángel, y su definitivo abandono. En noviembre de 1546, Miguel Ángel, convertido en director de la fábrica, despidió a Labacco, que quiso dejar recuerdo del abandonado proyecto en cuatro grabados —planta, alzado y corte longitudinal— editados en 1548 por Antonio de Salamanca y más tarde incorporados al Speculum Romanae Magnificentiae de Antonio Lafreri, con dedicatoria a Paulo III.
En 1547 obtuvo del papa Paulo III licencia para publicar sus propios dibujos de antigüedades romanas, a lo que según decía en la presentación al lector había sido persuadido por su hijo Mario, que además se había ofrecido a grabar él mismo algunos de esos dibujos. Impreso in casa nostra, en 1552 apareció la primera edición del Libro d'Antonio Labacco appartenente a l'architettvra, una colección de grabados en cobre de monumentos de la antigüedad, como la columna trajana o el templo de Antonino y Faustina, junto con detalles ornamentales de esos mismos monumentos sirviéndose de diferentes sistemas de representación y primando la imagen sobre el texto. De él se hicieron nuevas impresiones en 1557 y 1559 y hasta una decena de ediciones, algunas en Venecia, y se encuentra citado en los inventarios de las bibliotecas del Greco o de arquitectos como Juan Bautista de Toledo y Juan de Herrera.
Se desconoce la fecha de su muerte, pero se sabe que aún estaba vivo en 1568 cuando vendió un huerto con una pequeña casa tras la iglesia de Sant'Adriano in Campo Vaccino.